# 3061 Cook
3061 Cook (1982 UB1) là một tiểu hành tinh vành đai chính được phát hiện ngày 21 tháng 10 năm 1982 bởi Bowell, E. ở Flagstaff (AM).